# Aeromóvel do Aeroporto de Guarulhos
O Aeromóvel da GRU Airport (ou People Mover do Aeroporto de Guarulhos) é uma futura linha de trem hectométrico/aeromóvel no Aeroporto Internacional de São Paulo-Guarulhos que irá conectar a estação da Companhia Paulista de Trens Metropolitanos (CPTM) aos três terminais do aeroporto. A linha terá extensão de aproximadamente 2,7 km (1,7 mi) e 4 estações, começando na estação Aeroporto–Guarulhos da Linha 13-Jade e parando em cada um dos três terminais aeroportuários.
Em 8 de setembro de 2021, o ministro da Infraestrutura Tarcísio de Freitas assinou o contrato para a construção do people mover, com conclusão prevista para 2024. Após assinatura, as obras começaram em junho de 2022, com inauguração prevista para agosto de 2025.

## Histórico
As primeiras consultas de mercado foram recebidas em agosto de 2019.
Durante a inauguração do segundo acesso da estação Oscar Freire, o governador João Doria afirmou que a concessionária teria um prazo de 18 meses para construir a linha, com abertura prevista para dezembro de 2021.
Em novembro de 2020, o Ministério da Infraestrutura assinou um termo de autorização enviado para a Agência Nacional de Aviação Civil, autorizando a construção do modal.
No fim de janeiro de 2021, o secretário estadual de Transportes Metropolitanos, Alexandre Baldy, anunciou que o Tribunal de Contas da União aprovou o projeto do people mover. A ordem de serviço, para autorizar o início das obras, estava prevista para ser assinada na segunda quinzena de março pelo Ministério da Infraestrura e a Secretaria de Aviação Civil, com prazo de 18 meses.
Companhias internacionais como a alemã Siemens, a canadense Bombardier, as chinesas BYD e CRRC Qingdao Sifang, a coreana Hyundai Rotem e a mexicana Modutram demonstraram interesse no projeto, de acordo com a Folha de S. Paulo. Em dezembro de 2020, foi anunciado que a companhia brasileira Aerom, proprietária da tecnologia do aeromóvel, havia sido selecionada para implantar o sistema. As obras estavam previstas para começar em janeiro de 2021, com previsão de conclusão para 2022. Em junho de 2021, foi anunciado que o projeto "avançou", mas o cronograma para construção ainda não estava pronto. A mesma companhia implantou a Conexão Metrô-Aeroporto, que conecta a estação da Trensurb ao Aeroporto Internacional Salgado Filho em Porto Alegre.

Traçado do futuro aeromóvel do Aeroporto de Guarulhos